# Oldsmobile Aurora
Der Oldsmobile Aurora war ein Auto, das von Anfang 1994 bis Sommer 2003 von Oldsmobile, einer Marke des General-Motors-Konzerns gebaut wurde, und das letzte Oberklassemodell von Oldsmobile.
Jahrzehntelang war Oldsmobile mit seinen Modellen 88 und 98 in der amerikanischen Oberklasse erfolgreich positioniert gewesen, doch mit der im Modelljahr 1985 erfolgten Umstellung dieser beiden Modellreihen auf Frontantrieb war diese Stellung verloren gegangen. Die neuen Modelle wurden von der Kundschaft nicht akzeptiert und litten unter dem Ruf, Autos für ältere Autofahrer zu sein. Mit dem Aurora sollte jetzt ein Auto mit dynamischem Charakter eingeführt werden, mit dem Oldsmobile seinen früheren Ruf als besonders fortschrittliche Automarke zurückgewinnen sollte.
Der Entwurf dieses Wagens (bezüglich Design und Technik) wurde erstmals 1989 vorgestellt und trug den Namen Oldsmobile Tube Car.

## Aurora (1994–1999)
Der Aurora wurde im Januar 1994 eingeführt, von Anfang an aber als „Modell 1995“ bezeichnet. Technisch war er mit dem Buick Riviera und mit dem Cadillac Seville verwandt. Er hatte, als einziger Oldsmobile zu seiner Zeit, einen Achtzylindermotor. Es war eine auf 4000 cm³ verkleinerte Version des Northstar-Motors von Cadillac; die Leistung betrug 184 kW (250 PS).

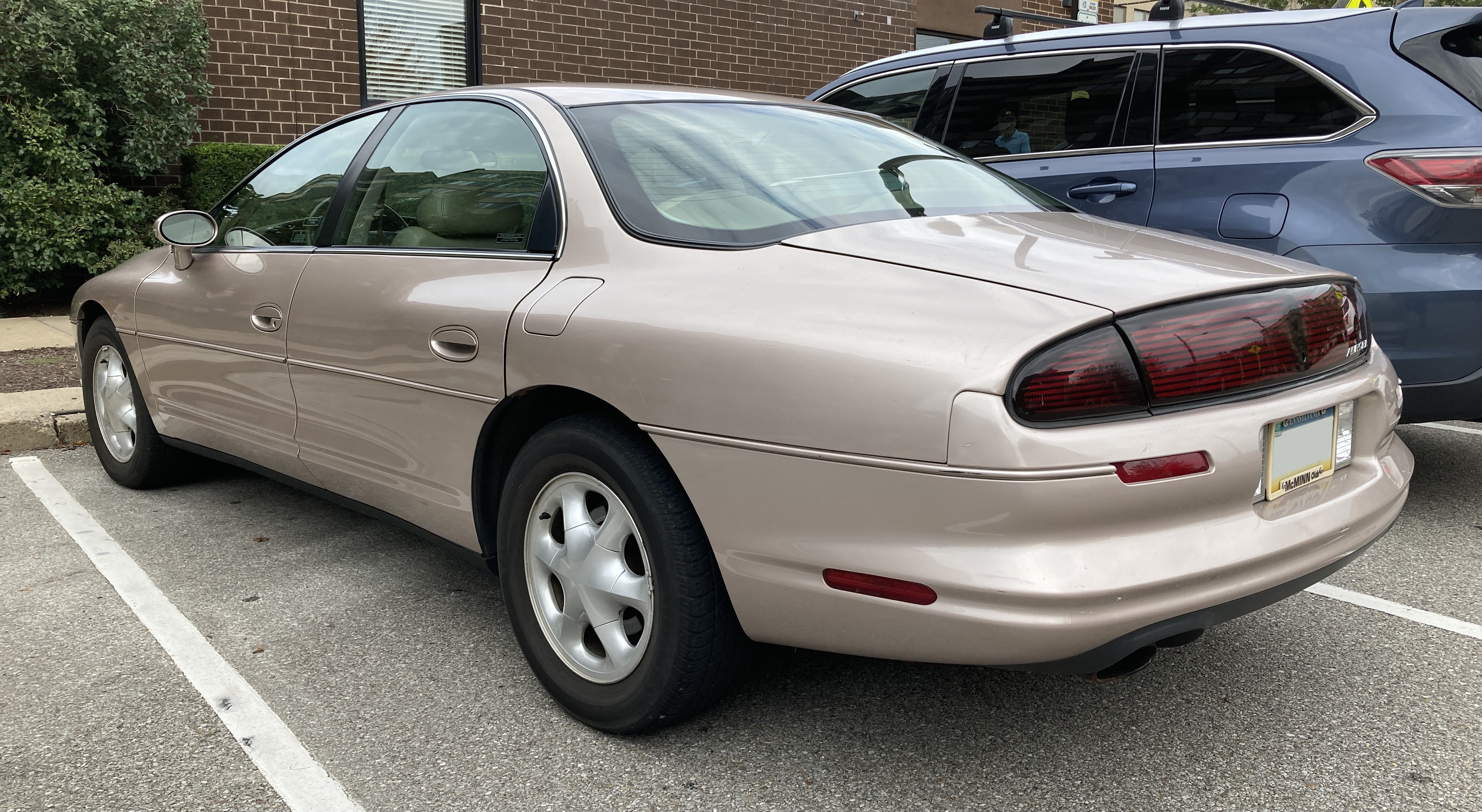
Heckansicht

Der Aurora hatte einen schönen Anfangserfolg, doch schon 1996 ließ der Absatz nach. Es zeigte sich, dass der Markenruf von General Motors so beschädigt war, dass der Aurora trotz vorhandener Qualitäten nicht mit den Luxuswagen deutscher oder japanischer Herkunft (wie Mercedes, BMW, Lexus oder Infiniti) mithalten konnte.

## Aurora (1999–2003)
Ende 1999 wurde der Aurora überarbeitet. Mittlerweile waren die älteren großen Modelle von Oldsmobile, die Modelle 88 und 98, aufgegeben worden. Der Aurora war jetzt das einzige Angebot von Oldsmobile in der Oberklasse. Es gab ihn nun auch, als Nachfolger des 88, mit einem 3500 cm³ großen V6-Motor, der 215 PS (158 kW) leistete.

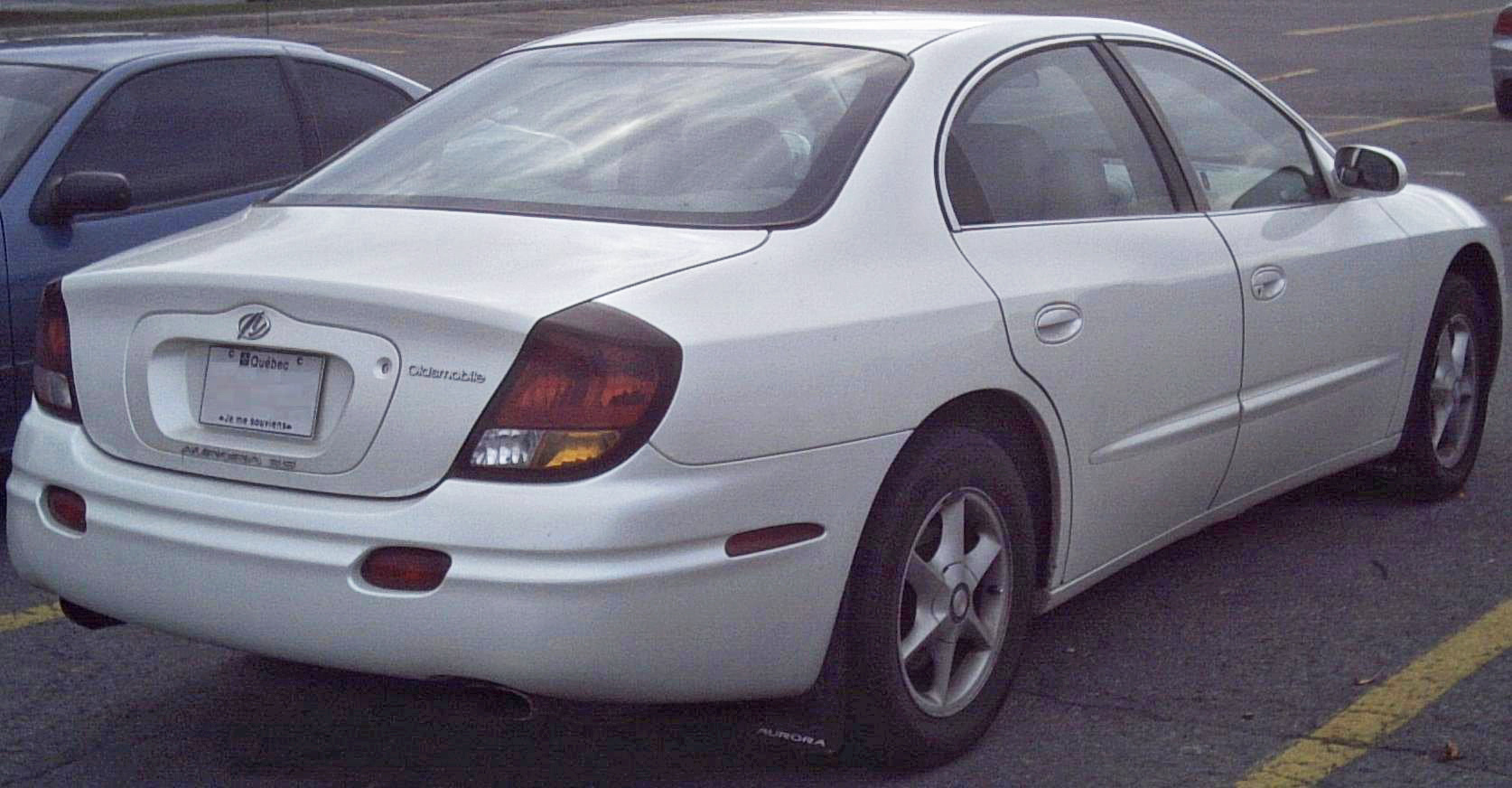
Heckansicht

Eigenartigerweise wurde der erneuerte Aurora von Anfang an als Modell 2001 bezeichnet. Den Modelljahrgang 2000 gab es nicht, denn alle im Jahr 2000 gebauten Fahrzeuge gehörten schon zum Modelljahr 2001.
Nunmehr traten die ersten Gerüchte auf, dass die Marke Oldsmobile wegen anhaltender Erfolglosigkeit ganz aufgegeben werden sollte. Diese Gerüchte wirkten sich naturgemäß auf den ohnehin schon enttäuschenden Verkaufserfolg aller Oldsmobile-Modelle aus.
Mitte 2002 wurde der Sechszylinder aus dem Programm genommen. Im Modelljahr 2003 gab es nur noch das Achtzylinder-Aggregat.
Die Verkaufszahlen sanken weiter, bis die Produktion des Aurora im Sommer 2003 schließlich eingestellt wurde.
Ende April 2004 wurde dann die traditionsreiche Marke Oldsmobile komplett aufgegeben.